# Crepidomanes minutum
Espèce
Crepidomanes minutm est une espèce de fougère de la famille des Hyménophyllacées.
Synonymes : Trichomanes minutum Blume, Trichomanes orbiculatum Ching ex Ogata, Trichomanes palmatum C.Presl, Trichomanes proliferum var. minutum Blume ex Hook., Trichomanes subtrifidum Mett. ex Christ, Crepidomanes proliferum var minutum (Blume) C.A.Hameed, Gonocormus minutus (Blume) Bosch.
Crepidomanes minutum est signalé par l'index Tropicos et Ebihara & al. comme pouvant être synonyme de Crepidomanes proliferum (Blume) Bostock.

## Description
Crepidomanes minutum appartient au sous-genre Crepidomanes, section Gonocormus.
En plus des caractéristiques du genre, le limbe des frondes, réniforme et de très petite taille, est pennatipartité. Les sores, peu nombreux à l'apex des frondes - un à trois par fronde fertile -, ont une indusie largement évasée, non bilabiée.
Comme toutes les espèces du genre, elle compte 36 paires de chromosomes.

## Distribution et habitat
Cette espèce se trouve à Java, à Bornéo, en Nouvelle-Guinée, aux Philippines, en Asie tropicale (Thaïlande, Népal, Chine tropicale, Corée ...), en Polynésie et à la Réunion.
Elle est épiphyte ou terrestre de forêts tropicales humides.

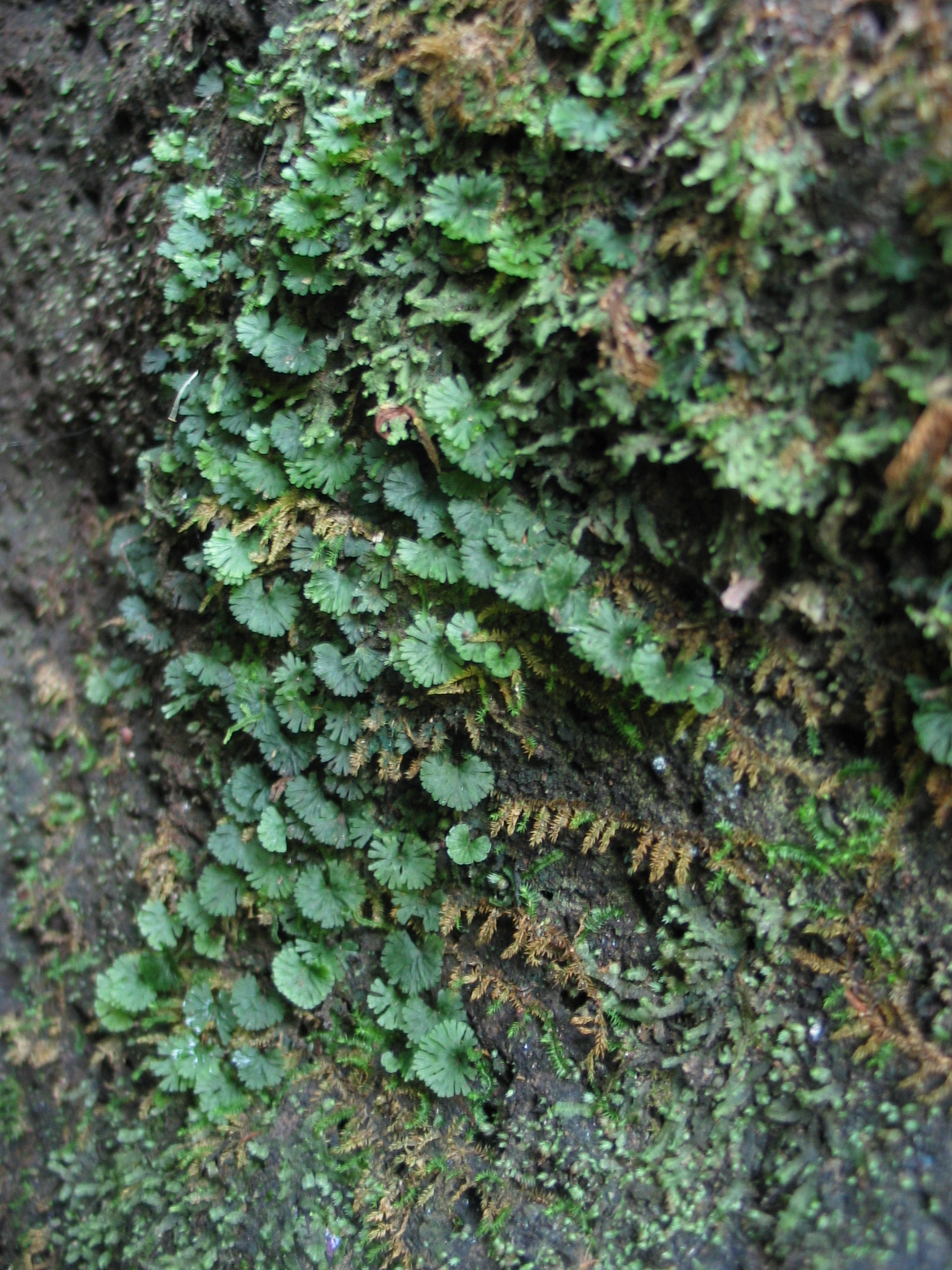
Colonie de Crepidomanes minutum
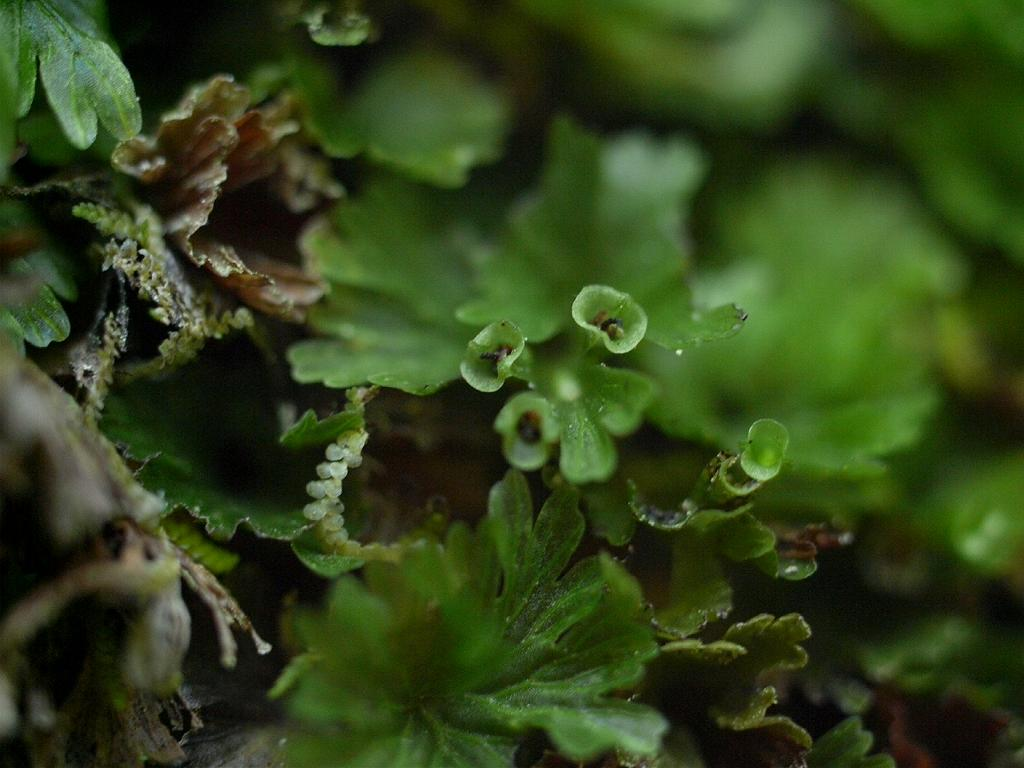
Sores de Crepidomanes minutum